# München Rangers
I München Rangers sono una squadra di football americano di Monaco di Baviera, in Germania, fondata nel 1981.
Partecipano alla GFL2 e alla Damenbundesliga.

## Dettaglio stagioni

### Tornei nazionali

#### Campionato

##### Bundesliga
| Stagione | regular season | regular season | regular season | regular season | regular season | regular season | playoff | playoff | playoff | playoff | playoff | playoff   | playoff            |
|          | Vin            | Par            | Per            | Tot            | PF             | PS             | Vin     | Per     | Tot     | PF      | PS      | risultato | avversaria         |
| -------- | -------------- | -------------- | -------------- | -------------- | -------------- | -------------- | ------- | ------- | ------- | ------- | ------- | --------- | ------------------ |
| 1987     | 1              | 0              | 7              | 8              | 60             | 218            | -       | -       | -       | -       | -       | -         | -                  |
| 1988     | 3              | 0              | 7              | 10             | 80             | 169            | -       | -       | -       | -       | -       | -         | -                  |
| 1989     | 6              | 0              | 6              | 12             | 169            | 183            | -       | -       | -       | -       | -       | -         | -                  |
| 1990     | 9              | 0              | 3              | 12             | 322            | 252            | 0       | 1       | 1       | 17      | 31      | Wild Card | Bad Homburg Falken |
| 1991     | 3              | 0              | 11             | 14             | 250            | 340            | -       | -       | -       | -       | -       | -         | -                  |
| Totale   | 22             | 0              | 34             | 56             | 881            | 1162           | 0       | 1       | 1       | 17      | 31      |           |                    |

Fonti: Enciclopedia del Football - A cura di Roberto Mezzetti

##### Damenbundesliga
| Stagione | regular season | regular season | regular season | regular season | regular season | regular season | playoff | playoff | playoff | playoff | playoff | playoff    | playoff             |
|          | Vin            | Par            | Per            | Tot            | PF             | PS             | Vin     | Per     | Tot     | PF      | PS      | risultato  | avversaria          |
| -------- | -------------- | -------------- | -------------- | -------------- | -------------- | -------------- | ------- | ------- | ------- | ------- | ------- | ---------- | ------------------- |
| 2016     | 4              | 0              | 2              | 6              | 84             | 99             | 0       | 1       | 1       | 6       | 38      | Semifinale | Berlin Kobra Ladies |
| 2017     | 2              | 0              | 4              | 6              | 48             | 129            | -       | -       | -       | -       | -       | -          | -                   |
| 2018     | 2              | 0              | 4              | 6              | 56             | 79             | -       | -       | -       | -       | -       | -          | -                   |
| 2019     | 1              | 0              | 5              | 6              | 40             | 115            | -       | -       | -       | -       | -       | -          | -                   |
| Totale   | 9              | 0              | 15             | 24             | 228            | 422            | 0       | 1       | 1       | 6       | 38      |            |                     |

Fonti: Enciclopedia del Football - A cura di Roberto Mezzetti

##### 2. Bundesliga/GFL2
| Stagione | regular season | regular season | regular season | regular season | regular season | regular season | playoff | playoff | playoff | playoff | playoff | playoff           | playoff                              |
|          | Vin            | Par            | Per            | Tot            | PF             | PS             | Vin     | Per     | Tot     | PF      | PS      | risultato         | avversaria                           |
| -------- | -------------- | -------------- | -------------- | -------------- | -------------- | -------------- | ------- | ------- | ------- | ------- | ------- | ----------------- | ------------------------------------ |
| 1982     | 0              | 0              | 2              | 2              | 0              | 95             | -       | -       | -       | -       | -       | -                 | -                                    |
| 1983     | 2              | 0              | 1              | 3              | 43             | 61             | -       | -       | -       | -       | -       | -                 | -                                    |
| 1984     | 3              | 0              | 5              | 8              | 126            | 140            | -       | -       | -       | -       | -       | -                 | -                                    |
| 1985     | 6              | 0              | 4              | 10             | 277            | 147            | -       | -       | -       | -       | -       | -                 | -                                    |
| 1986     | 8              | 0              | 1              | 9              | 352            | 116            | 5       | 0       | 5       | 217     | 53      | Campioni/Promossi | Hildesheim Invaders/Nürnberg Vikings |
| 1992     | 1              | 0              | 9              | 10             | 156            | 343            | -       | -       | -       | -       | -       | -                 | -                                    |
| 2015     | 1              | 0              | 13             | 14             | 255            | 559            | -       | -       | -       | -       | -       | -                 | -                                    |
| 2016     | 0              | 0              | 14             | 14             | 124            | 596            | -       | -       | -       | -       | -       | -                 | -                                    |
| Totale   | 21             | 0              | 49             | 70             | 1333           | 2057           | 5       | 0       | 5       | 217     | 53      |                   |                                      |

Fonti: Enciclopedia del Football - A cura di Roberto Mezzetti

##### DBL2
| Stagione | regular season | regular season | regular season | regular season | regular season | regular season | playoff | playoff | playoff | playoff | playoff | playoff    | playoff                |
|          | Vin            | Par            | Per            | Tot            | PF             | PS             | Vin     | Per     | Tot     | PF      | PS      | risultato  | avversaria             |
| -------- | -------------- | -------------- | -------------- | -------------- | -------------- | -------------- | ------- | ------- | ------- | ------- | ------- | ---------- | ---------------------- |
| 2013     | 4              | 0              | 2              | 6              | 185            | 132            | 0       | 1       | 1       | 13      | 46      | Semifinale | Cologne Falconets      |
| 2014     | 2              | 1              | 1              | 4              | 65             | 58             | 1       | 1       | 2       | 55      | 61      | Finale     | Kiel Baltic Hurricanes |
| 2015     | 2              | 0              | 2              | 4              | 87             | 60             | 1       | 1       | 2       | 38      | 54      | Finale     | Mainz Golden Eagles    |
| Totale   | 8              | 1              | 5              | 14             | 337            | 250            | 2       | 3       | 5       | 106     | 161     |            |                        |

Fonti: Enciclopedia del Football - A cura di Roberto Mezzetti

##### Bayernliga (terzo livello)/Regionalliga
| Stagione | regular season | regular season | regular season | regular season | regular season | regular season | playoff | playoff | playoff | playoff | playoff | playoff   | playoff                |
|          | Vin            | Par            | Per            | Tot            | PF             | PS             | Vin     | Per     | Tot     | PF      | PS      | risultato | avversaria             |
| -------- | -------------- | -------------- | -------------- | -------------- | -------------- | -------------- | ------- | ------- | ------- | ------- | ------- | --------- | ---------------------- |
| 1993     | 4              | 1              | 3              | 8              | 243            | 170            | -       | -       | -       | -       | -       | -         | -                      |
| 1994     | 2              | 0              | 8              | 10             | 124            | 234            | -       | -       | -       | -       | -       | -         | -                      |
| 2013     | 5              | 0              | 5              | 10             | 190            | 221            | -       | -       | -       | -       | -       | -         | -                      |
| 2014     | 9              | 0              | 3              | 12             | 462            | 184            | 2       | 0       | 2       | 50      | 20      | Promossi  | Albershausen Crusaders |
| 2017     | 9              | 0              | 3              | 12             | 529            | 336            | -       | -       | -       | -       | -       | -         | -                      |
| Totale   | 29             | 1              | 22             | 52             | 1548           | 1145           | 2       | 0       | 2       | 50      | 20      |           |                        |

Fonti: Enciclopedia del Football - A cura di Roberto Mezzetti

##### Bayernliga (quarto livello)
| Stagione | regular season | regular season | regular season | regular season | regular season | regular season | playoff | playoff | playoff | playoff | playoff | playoff      | playoff            |
|          | Vin            | Par            | Per            | Tot            | PF             | PS             | Vin     | Per     | Tot     | PF      | PS      | risultato    | avversaria         |
| -------- | -------------- | -------------- | -------------- | -------------- | -------------- | -------------- | ------- | ------- | ------- | ------- | ------- | ------------ | ------------------ |
| 1995     | 2              | 2              | 4              | 8              | 126            | 188            | 0       | 1       | 1       | 0       | 36      | Playoff      | Neu Ulm Barracudas |
| 1996     | 6              | 0              | 2              | 8              | 213            | 39             | 0       | 1       | 1       | 8       | 31      | Playoff      | Allgäu Comets      |
| 1997     | 2              | 0              | 7              | 9              | 84             | 246            | -       | -       | -       | -       | -       | -            | -                  |
| 2002     | 3              | 0              | 5              | 8              | 74             | 96             | 0       | 2       | 2       | 8       | 21      | Playoff      | Hof Jokers         |
| 2003     | 0              | 0              | 8              | 8              | 0              | 160            | -       | -       | -       | -       | -       | -            | -                  |
| 2005     | 4              | 0              | 2              | 6              | 155            | 90             | 0       | 2       | 2       | 13      | 57      | Quarto posto | Ansbach Grizzlies  |
| 2006     | 1              | 0              | 5              | 6              | 94             | 174            | -       | -       | -       | -       | -       | -            | -                  |
| 2007     | 5              | 0              | 5              | 10             | 137            | 227            | -       | -       | -       | -       | -       | -            | -                  |
| 2008     | 3              | 1              | 6              | 10             | 139            | 158            | -       | -       | -       | -       | -       | -            | -                  |
| 2009     | 7              | 0              | 3              | 10             | 155            | 120            | -       | -       | -       | -       | -       | -            | -                  |
| 2010     | 6              | 0              | 4              | 10             | 225            | 122            | 0       | 1       | 1       | 6       | 29      | Semifinale   | Königsbrunn Ants   |
| 2011     | 3              | 0              | 7              | 10             | 151            | 237            | -       | -       | -       | -       | -       | -            | -                  |
| 2012     | 9              | 0              | 1              | 10             | 236            | 102            | 2       | 0       | 2       | 47      | 20      | Campioni     | Feldkirchen Lions  |
| Totale   | 51             | 3              | 59             | 113            | 1789           | 1959           | 2       | 7       | 9       | 82      | 194     |              |                    |

Fonti: Enciclopedia del Football - A cura di Roberto Mezzetti

##### Landesliga/Verbandsliga
| Stagione | regular season | regular season | regular season | regular season | regular season | regular season | playoff | playoff | playoff | playoff | playoff | playoff   | playoff           |
|          | Vin            | Par            | Per            | Tot            | PF             | PS             | Vin     | Per     | Tot     | PF      | PS      | risultato | avversaria        |
| -------- | -------------- | -------------- | -------------- | -------------- | -------------- | -------------- | ------- | ------- | ------- | ------- | ------- | --------- | ----------------- |
| 2001     | 5              | 0              | 1              | 8              | 166            | 36             | 0       | 1       | 1       | 6       | 12      | Playoff   | Ansbach Grizzlies |
| 2004     | 6              | 0              | 0              | 6              | 261            | 23             | -       | -       | -       | -       | -       | -         | -                 |
| 2013     | 3              | 0              | 7              | 10             | 119            | 263            | -       | -       | -       | -       | -       | -         | -                 |
| Totale   | 14             | 0              | 8              | 22             | 546            | 322            | 0       | 1       | 1       | 6       | 12      |           |                   |

Fonti: Enciclopedia del Football - A cura di Roberto Mezzetti

##### Aufbauliga
| Stagione | regular season | regular season | regular season | regular season | regular season | regular season | playoff | playoff | playoff | playoff | playoff | playoff   | playoff    |
|          | Vin            | Par            | Per            | Tot            | PF             | PS             | Vin     | Per     | Tot     | PF      | PS      | risultato | avversaria |
| -------- | -------------- | -------------- | -------------- | -------------- | -------------- | -------------- | ------- | ------- | ------- | ------- | ------- | --------- | ---------- |
| 2012     | 4              | 1              | 7              | 12             | 150            | 162            | -       | -       | -       | -       | -       | -         | -          |
| 2014     | 6              | 0              | 0              | 6              | 170            | 36             | -       | -       | -       | -       | -       | -         | -          |
| 2015     | 6              | 0              | 4              | 10             | 142            | 90             | -       | -       | -       | -       | -       | -         | -          |
| Totale   | 16             | 1              | 11             | 28             | 462            | 288            | -       | -       | -       | -       | -       |           |            |

Fonti: Enciclopedia del Football - A cura di Roberto Mezzetti